# 越後沢山
越後沢山 （えちごさわやま）は、新潟県南魚沼市と群馬県利根郡みなかみ町に位置する山で、利根川源流を囲む山になる。標高1,860.6メートルである。別名は本沢山（ホンサワヤマ）。利根川源流部自然環境保全地域にもなっている。

## 登山ルート
- 十字峡登山センター（南魚沼市清水瀬663番地4:標高450メートル）～本谷山登山口コース。
- 十字峡登山センター～丹後山登山口～丹後山コース。

## 周辺の山々
- 丹後山・大水上山
- 兎岳・中ノ岳
- 本谷山・下津川山・小沢岳・三ツ石山・小三ツ石山（こみついしやま）1,681m・牛ヶ岳・巻機山・割引岳・米子頭山・柄沢山・檜倉山・大烏帽子山

## 河川
- 利根川
- 三国川

## アクセス
- 車:関越自動車道六日町インターチェンジより、新潟県道233号落合六日町線を三国川ダムから十字峡登山センターまで、車で約40分。タクシーでは上越線六日町駅から約30分、7,500円前後。
- バス:南越後観光バスで六日町駅から野中（三国川ダム下）まで約30分、十字峡登山センターまで徒歩約2時間。